# Upplands runinskrifter 463
Upplands runinskrifter 463 är en runsten som står nära, eller på, sin ursprungliga plats vid Garnsvikens forna strand inom Ala säteris ägor, Vassunda socken, strax söder om Knivsta. Stenen är välbevarad. Garnsviken var en viktig vattenled när stenen restes på 1000-talet och stenen kunde betraktas av alla de förbipasserande som tog sjövägen mot Ekoln och Uppsala. Längre söderut längs Alasjön, står ett par runstenar vid Skråmsta: U 459 och U 460. Alla tre är ristade av runstensmästaren Fot. U 463 har även attribuerats till Orökja och Tjälve.

## Inskrift
Translitterering av runraden:
× ueþralti × auk uiki × litu × raisa × stain × aftiʀ × hulmstin × faþur sin × auk hulmfriþ × at bonta sin
Normalisering till runsvenska:
Veðraldi ok Vigi letu ræisa stæin æftiʀ Holmstæin, faður sinn, ok Holmfriðr at bonda sinn.
Översättning till nusvenska:
Vädralde och Vige lät resa stenen efter Holmsten, sin fader, och Holmfrid efter sin man.
Vädralde är ett ovanligt namn och förekommer endast på en annan runsten, U 735. Det är inte otänkbart, att namnet på de båda stenarna syftar på samma person.